# Otonycteris
El gènere Otonycteris pertany a la família dels vespertiliònids.

## Taxonomia
Aquest gènere està format per les següents dues espècies:
- O. hemprichii
- O. leucophaea